# Нума Марций
Нума Марций (на латински: Numa Marcius) е първият понтифекс максимус на Древен Рим. Произлиза от gens Марции и е син на Марк.
Нума Марций е политик по времето на управлението на втория римски цар Нума Помпилий през периода на Седмината царе на Рим. През 712 пр.н.е. става първият Pontifex Maximus.